# Кечіклі
Кечіклі (азерб. Keçikli) — село в Зангеланському районі Азербайджану.
Село підпорядковується міськраді Ковсакана та розміщене за 9 км на захід від нього.
За часів вірменської окупації село називалося Каратак (вірм. Քարատակ). 
9 листопада 2020 року в ході Другої Карабаської війни було визволене Збройними силами Азербайджану.